# Список послов России и СССР в Швейцарии
В статье представлен список послов России и СССР в Швейцарии.

## Хронология дипломатических отношений
- 4 февраля 1687 г. — установлены дипломатические отношения с Женевской республикой.
- 19 августа 1799 г. — установлены дипломатические отношения с Гельветической республикой.
- 25 февраля 1814 г. — установлены дипломатические отношения с Швейцарией.
- 26 октября 1917 г. — дипломатические отношения прерваны после Октябрьской революции.
- 1918 г. — установлены дипломатические отношения с РСФСР (в том же году прерваны).
- 18 марта 1946 г. — установлены дипломатические отношения с СССР на уровне миссий.
- 31 декабря 1955 г. — миссия СССР в Швейцарии преобразована в посольство.
- 27 марта 1957 г. — миссия Швейцарии в СССР преобразована в посольство.

## Список послов
| Срок полномочий                    | Посол                          | Годы жизни | Вручение верительных грамот | Комментарии                                          |
| ---------------------------------- | ------------------------------ | ---------- | --------------------------- | ---------------------------------------------------- |
| Российская империя                 |                                |            |                             |                                                      |
| 12 августа 1799 — 1 января 1802    | Густав Оттонович Штакельберг   | 1766—1850  |                             | Посланник                                            |
| 25 января 1814 — 30 августа 1815   | Иван Антонович Каподистрия     | 1776—1831  | 22 февраля 1814             | Посланник                                            |
| 22 марта 1815 — 15 июля 1826       | Павел Алексеевич Криденер      | 1784—1858  |                             | Поверенный в делах                                   |
| 22 августа 1826 — 16 марта 1837    | Дмитрий Петрович Северин       | 1792—1865  |                             | Поверенный в делах до 7 апреля 1836, затем посланник |
| 16 марта 1837 — 29 января 1858     | Павел Алексеевич Криденер      | 1784—1858  |                             | Посланник                                            |
| 22 июля 1858 — 10 августа 1858     | Камилл Ксаверьевич Лабенский   | 1799—1871  |                             | Посланник (не был аккредитован)                      |
| 5 августа 1858 — 7 ноября 1860     | Николай Павлович Николаи       | 1818—1869  |                             | Посланник                                            |
| 25 октября 1861 — 1 января 1869    | Александр Петрович Озеров      | 1817—1900  |                             | Посланник                                            |
| 6 января 1869 — 4 марта 1872       | Николай Карлович Гирс          | 1820—1895  |                             | Посланник                                            |
| 4 марта 1872 — 10 мая 1878         | Михаил Александрович Горчаков  | 1839—1897  |                             | Посланник                                            |
| 10 мая 1878 — 25 сентября 1879     | Василий Евстафьевич Коцебу     | 1813—1887  |                             | Посланник                                            |
| 25 сентября 1879 — 7 октября 1896  | Андрей Фёдорович Гамбургер     | 1821—1899  |                             | Посланник                                            |
| 16 января 1897 — 21 мая 1900       | Александр Семёнович Ионин      | 1837—1900  |                             | Посланник                                            |
| 24 мая 1900 — 1902                 | Александр Владимирович Вестман |            |                             | Посланник                                            |
| 1902—1906                          | Валерий Всеволодович Жадовский | 1836—1916  |                             | Посланник                                            |
| 1906—1916                          | Василий Романович Бахерахт     | 1851—1916  |                             | Посланник                                            |
| Октябрь 1916 — 3 марта 1917        | Георгий Антонович Плансон      | 1859—1937  |                             | Посланник                                            |
| Временное правительство России     |                                |            |                             |                                                      |
| 1917                               | Андрей Михайлович Ону          | 1869—1925  |                             | Поверенный в делах                                   |
| РСФСР                              |                                |            |                             |                                                      |
| 5 апреля 1918 — ноябрь 1918        | Ян Антонович Берзиньш-Зиемелис | 1881—1938  |                             | Полномочный представитель                            |
| СССР                               |                                |            |                             |                                                      |
| 30 апреля 1946 — 20 декабря 1950   | Анатолий Георгиевич Кулаженков | 1911—1982  | 16 сентября 1946            | Посланник                                            |
| 20 декабря 1950 — 30 марта 1955    | Фёдор Фёдорович Молочков       | 1906—1986  | 27 февраля 1951             | Посланник                                            |
| 30 марта 1955 — 7 сентября 1957    | Павел Иванович Ершов           | 1914—1981  | 2 июня 1955, 2 марта 1956   | Посланник до 21 января 1956, затем посол             |
| 7 сентября 1957 — 11 октября 1958  | Дмитрий Петрович Пожидаев      | 1913—1989  | 11 октября 1957             |                                                      |
| 1 января 1959 — 10 июня 1960       | Николай Иванович Корюкин       | 1915—1982  | 20 марта 1959               |                                                      |
| 10 июня 1960 — 19 февраля 1963     | Иосиф Иосифович Кузьмин        | 1910—1996  | 8 июля 1960                 |                                                      |
| 19 февраля 1963 — 22 декабря 1965  | Александр Иванович Лощаков     | 1910—2010  | 5 апреля 1963               |                                                      |
| 22 декабря 1965 — 24 сентября 1968 | Геннадий Алексеевич Киселёв    | 1916—?     | 7 февраля 1966              |                                                      |
| 24 сентября 1968 — 29 марта 1973   | Анатолий Семёнович Чистяков    | 1908—1996  | 29 октября 1968             |                                                      |
| 29 марта 1973 — 15 октября 1977    | Павел Иванович Герасимов       | 1915—1991  | 24 мая 1973                 |                                                      |
| 15 октября 1977 — 22 ноября 1983   | Владимир Сергеевич Лавров      | 1919—2011  | 27 октября 1977             |                                                      |
| 8 января 1984 — 7 июля 1987        | Иван Иванович Ипполитов        | 1916—2007  | 27 февраля 1984             |                                                      |
| 7 июля 1987 — 25 декабря 1991      | Зоя Григорьевна Новожилова     | 1943—2024  |                             |                                                      |
| Российская Федерация               |                                |            |                             |                                                      |
| 25 декабря 1991 — 2 марта 1992     | Зоя Григорьевна Новожилова     | 1943—2024  |                             |                                                      |
| 21 сентября 1992 — 21 октября 1999 | Андрей Иванович Степанов       | 1930—2018  |                             |                                                      |
| 1 февраля 2001 — 12 сентября 2007  | Дмитрий Дмитриевич Черкашин    | 1951—      |                             |                                                      |
| 12 сентября 2007 — 21 февраля 2012 | Игорь Борисович Братчиков      | 1956—      |                             |                                                      |
| 21 февраля 2012 — 9 декабря 2016   | Александр Васильевич Головин   | 1949—2023  | 27 марта 2012               |                                                      |
| 9 декабря 2016 — настоящее время   | Сергей Викторович Гармонин     | 1953—      | 12 января 2017              |                                                      |